# Saint-Jean-de-Losne
Saint-Jean-de-Losne là một xã trong tỉnh Côte-d'Or, thuộc vùng Bourgogne-Franche-Comté của nước Pháp, có dân số là 1.257 người (thời điểm 1999).

## Nhân khẩu học
| 1962  | 1968  | 1975  | 1982  | 1990  | 1999  |
| ----- | ----- | ----- | ----- | ----- | ----- |
| 1 528 | 1 623 | 1 605 | 1 476 | 1 342 | 1 257 |